# Contre-la-montre féminin aux championnats d'Europe de cyclisme sur route 2024
Le contre-la-montre féminin aux championnats d'Europe de cyclisme sur route 2024 a lieu le 11 septembre 2024 dans la province de Limbourg, en Belgique.

## Parcours
Le parcours, long de 31,1 km, est globalement plutôt plat. Le départ à lieu à Heusden-Zolder et l'arrivée à Hasselt. Les femmes élites empruntent le même parcours et la même distance que les hommes .

## Classement
| Pos                        | Cycliste                | Pays      |    | Temps      |
| -------------------------- | ----------------------- | --------- | -- | ---------- |
|                            | Lotte Kopecky           | Belgique  | en | 39 min 0 s |
| Médaille d'argent, Europe  | Ellen van Dijk          | Pays-Bas  | +  | 44 s       |
| Médaille de bronze, Europe | Christina Schweinberger | Autriche  | +  | 1 min 3 s  |
| 4                          | Riejanne Markus         | Pays-Bas  | +  | 1 min 5 s  |
| 5                          | Vittoria Guazzini       | Italie    | +  | 1 min 9 s  |
| 6                          | Katrine Aalerud         | Norvège   | +  | 1 min 25 s |
| 7                          | Mieke Kröger            | Allemagne | +  | 1 min 49 s |
| 8                          | Eugenia Bujak           | Slovénie  | +  | 1 min 52 s |
| 9                          | Rebecca Koerner         | Danemark  | +  | 2 min 9 s  |
| 10                         | Anna Kiesenhofer        | Autriche  | +  | 2 min 11 s |

## Liste des participantes
| Liste des participantes | Liste des participantes  | Liste des participantes | Liste des participantes | Liste des participantes |
| Num                     | Coureuse                 | Équipe                  | Pos                     |                         |
| ----------------------- | ------------------------ | ----------------------- | ----------------------- | ----------------------- |
| 1                       | Christina Schweinberger  | Autriche                | 3e                      |                         |
| 2                       | Riejanne Markus          | Pays-Bas                | 4e                      |                         |
| 3                       | Lotte Kopecky            | Belgique                | 1re                     |                         |
| 4                       | Eugenia Bujak            | Slovénie                | 8e                      |                         |
| 5                       | Elena Hartmann           | Suisse                  | 14e                     |                         |
| 6                       | Vittoria Guazzini        | Italie                  | 5e                      |                         |
| 7                       | Agnieszka Skalniak-Sójka | Pologne                 | 13e                     |                         |
| 8                       | Lisa Klein               | Allemagne               | 11e                     |                         |
| 9                       | Mireia Benito            | Espagne                 | 20e                     |                         |
| 10                      | Julia Biryukova          | Ukraine                 | 15e                     |                         |
| 11                      | Hafdís Sigurðardóttir    | Islande                 | 23e                     |                         |
| 12                      | Anna Kiesenhofer         | Autriche                | 10e                     |                         |
| 13                      | Ellen van Dijk           | Pays-Bas                | 2e                      |                         |
| 14                      | Rebecca Koerner          | Danemark                | 9e                      |                         |
| 15                      | Noemi Rüegg              | Suisse                  | 16e                     |                         |
| 16                      | Sandra Alonso            | Espagne                 | 17e                     |                         |
| 17                      | Marta Jaskulska          | Pologne                 | 21e                     |                         |
| 18                      | Katrine Aalerud          | Norvège                 | 6e                      |                         |
| 19                      | Mieke Kröger             | Allemagne               | 7e                      |                         |
| 20                      | Tetiana Yashchenko       | Ukraine                 | 22e                     |                         |
| 21                      | Caroline Andersson       | Suède                   | 19e                     |                         |
| 22                      | Rotem Gafinovitz         | Israël                  | 18e                     |                         |
| 23                      | Dana Rožlapa             | Lettonie                | 12e                     |                         |
| 24                      | Petya Minkova            | Bulgarie                | 27e                     |                         |
| 25                      | Neyran Elden Köşker      | Turquie                 | 24e                     |                         |
| 26                      | Silja Jóhannesdóttir     | Islande                 | 25e                     |                         |
| 27                      | Varvara Fasoi            | Grèce                   | 26e                     |                         |